# Michael Johnson

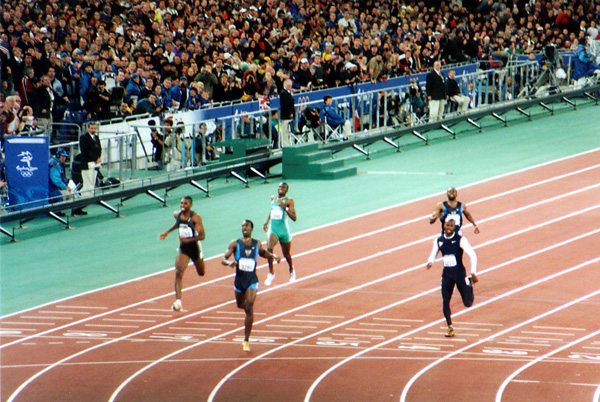
La JO din 2000

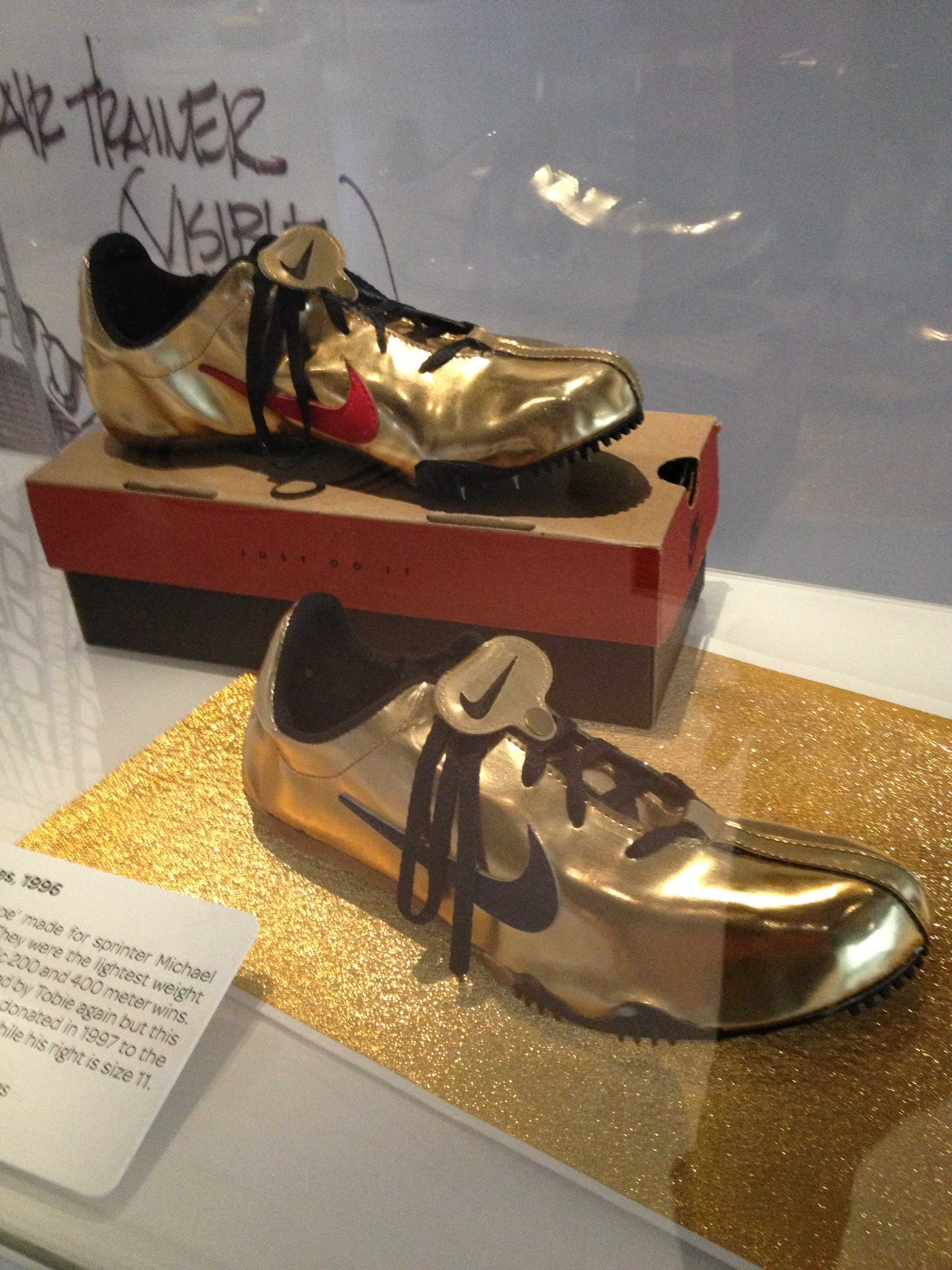
Pantofii lui Michael Johnson

Michael Johnson (n. 13 septembrie 1967, Dallas, Texas, SUA) este un fost atlet american, specializat în alergări pe distanțe scurte. Având în palmares patru medalii de aur la Jocurile Olimpice și opt titluri mondiale, este unul dintre cei mai titrați atleți din toate timpurile.

## Carieră
Americanul a avut un mare succes în anii 1990, având un stil neobișnuit de alergare cu spatele drept și pași mici. La Campionatul Mondial din 1991 Johnson a câștigat medalia de aur la 200 de metri și la Jocurile Olimpice din 1992 a obținut aurul cu echipa americană de ștafetă de 4 x 400 de metri, stabilind un nou record mondial cu timpul de 2:55,74 min. În 1993, la Campionatul Mondial de la Stuttgart, atletul a câștigat prima sa medalie de aur în proba de 400 de metri. De asemenea, a obținut aurul la ștafeta de 4×400 de metri. Echipa SUA a stabilit din nou un nou record mondial (2:54,29 min). La Campionatele Mondiale de la Göteborg, doi ani mai târziu, Michael Johnson a reușit chiar să obține trei medalii der aur, pe lângă victoriile de la 400 de metri și de la ștafeta de 4×400 de metri, a câștigat la 200 de metri.
Anul 1996 a fost cel mai de succes din cariera lui Johnson. La Campionatele SUA a bătut recordul mondial al italianului Pietro Mennea cu șase sutimi de secundă, cu un timp de 19,66 s. Apoi a câștigat medaliile de aur la 200 m și 400 m la Jocurile Olimpice, îmbunătățind din nou recordul mondial la 200 de metri, ajungând la 19,32 secunde. La Campionatele Mondiale din 1997 și 1999 a obținut titlurile la 400 m. La Sevilla (1999) a doborât recordul mondial al compatriotului său Butch Reynolds cu timpul de 43,18 s. Un an mai târziu, Johnson a câștigat medalia de aur în proba de 400 de metri la Jocurile Olimpice din 2000 de la Sydney. Inițial, el a obținut aurul și cu echipa de ștafetă, dar această medalie a fost retrasă în 2008 deoarece compatriotul său Antonio Pettigrew a mărturisit că a folosit substanțe interzise.

## Palmares
| An   | Competiție          | Locație                | Loc | Eveniment | Note    |
| ---- | ------------------- | ---------------------- | --- | --------- | ------- |
| 1991 | Campionatul Mondial | Tokio, Japonia         | 1   | 200 m     | 20,01   |
| 1992 | Jocurile Olimpice   | Barcelona, Spania      | 12  | 200 m     | 20,78   |
| 1992 | Jocurile Olimpice   | Barcelona, Spania      | 1   | 4x400 m   | 2:55,74 |
| 1993 | Campionatul Mondial | Stuttgart, Germania    | 1   | 400 m     | 43,65   |
| 1993 | Campionatul Mondial | Stuttgart, Germania    | 1   | 4x400 m   | 2:54,29 |
| 1995 | Campionatul Mondial | Göteborg, Suedia       | 1   | 200 m     | 19,79   |
| 1995 | Campionatul Mondial | Göteborg, Suedia       | 1   | 400 m     | 43,39   |
| 1995 | Campionatul Mondial | Göteborg, Suedia       | 1   | 4x400 m   | 2:57,32 |
| 1996 | Jocurile Olimpice   | Atlanta, Statele Unite | 1   | 200 m     | 19,32   |
| 1996 | Jocurile Olimpice   | Atlanta, Statele Unite | 1   | 400 m     | 43,49   |
| 1997 | Campionatul Mondial | Atena, Grecia          | 1   | 400 m     | 44,12   |
| 1999 | Campionatul Mondial | Sevilla, Spania        | 1   | 400 m     | 43,18   |
| 1999 | Campionatul Mondial | Sevilla, Spania        | –   | 4x400 m   | DS      |
| 2000 | Jocurile Olimpice   | Sydney, Australia      | 1   | 400 m     | 43,84   |
| 2000 | Jocurile Olimpice   | Sydney, Australia      | –   | 4x400 m   | DS      |

## Recorduri personale
| Probă   | Performanță    | Dată           | Locație   |
| ------- | -------------- | -------------- | --------- |
| 200 m   | 19,32 s        | 1 august 1996  | Atlanta   |
| 400 m   | 43,18 s AM     | 26 august 1999 | Sevilla   |
| 4x400 m | 2:54,29 min RM | 22 august 1993 | Stuttgart |